# Planner 5D
Planner 5D — условно-бесплатное веб-приложение, также доступное на мобильных устройствах, предназначенное для проектирования помещений и дизайна интерьера в виде 2D и 3D моделей. В основе сервиса лежит идея предоставления людям без профессиональных инженерных и архитектурных навыков возможности создать наглядный план помещения с трёхмерной визуализацией. Благодаря использованию платформы HTML5 доступ к сервису возможен с любого десктопного или мобильного устройства через браузер. Также в мае 2013 года разработчиками было выпущено нативное приложение для iPad.

## История
Проект был создан разработчиком Сергеем Носыревым и дизайнером Алексеем Шереметьевым. Как стартап, Planner 5D стал резидентом инкубатора Farminers в октябре 2011 года. Сервис официально запущен в сентябре 2012 г. В марте 2013 Planner 5D стал одним из лауреатов Start Fellows (проект поддержки стартапов, созданный Павлом Дуровым и Юрием Мильнером), как перспективная российская ИТ-компания.
В ноябре 2013 аудитория Planner 5D составила 2 миллиона зарегистрированных пользователей по всему миру с более 5 млн проектов. В ноябре 2020 Planner 5D отчитался о более чем $4,5 млн выручки и $1,1 млн прибыли

## Функциональность
Planner 5D представляет собой RIA-приложение на базе HTML5, которое позволяет пользователю создавать неограниченное количество планировок помещений и ландшафтов («проектов»). Проект можно создать с нуля или воспользоваться готовой планировкой из галереи работ, опубликованных другими пользователями. В работе над проектом используется библиотека элементов интерьера, экстерьера, ландшафта и декора с расширенными настройками (масштабирование, изменение цвета и текстуры). Также в приложении есть возможность строить двухэтажные здания и добавлять в проект пользовательские изображения. Редактирование планировки происходит в 2D-режиме, 3D-визуализация подразумевает главным образом режим просмотра.
Пользователь может опубликовать готовый проект в Галерее для совместной работы, поделиться им в социальных сетях, загрузить неограниченное количество скриншотов на свой компьютер.

## Совместимость с различными устройствами
Сервис функционирует на любом устройстве, оснащенном браузером и подключенном к Интернету, при этом 3D-графика отображается только в браузерах, совместимых с WebGL. Нативное приложение для iPad совместимо с iOS версии 5.0 или более поздней.

## Planner 5D API
API сервиса Planner 5D позволяет встраивать на сторонние сайты редактор-планировщик и отдельные проекты с помощью <iframe>. Настройки позволяют выбрать из двух режимов: полное редактирование (с возможностью добавлять объекты из библиотеки и изменять геометрию) и ограниченное редактирование (с возможностью перестановки имеющейся в проекте мебели без изменения геометрии).